# 天堂寨国家森林公园
天堂寨国家森林公园位于安徽省六安市金寨县，地处大别山主峰之一天堂寨东北侧。1992年，经林业部批准为国家森林公园。景区面积1.2万公顷（120平方公里），有1000米以上的高峰33座，1500米以上的高峰15座，最高峰天堂寨海拔1729.13米。共有5个景区组成：瀑布群景区；圣卦峰景区；白马峰景区；造钱坳景区；峡谷景区。